# 鄭則仕
鄭則仕（英語：Kent Cheng Jak Si，1951年5月22日—），原名鄭則時，人稱肥Kent、Kent哥、肥貓、老虎狗，香港男演員，曾憑電影《何必有我？》及《三個受傷的警察》榮獲兩屆香港電影金像獎影帝殊榮。

## 背景
鄭則仕籍貫廣東潮州，在汕頭出生，幼年時跟隨父母移居香港，於香港島灣仔登龍街一帶的天台單位居住，後移居橫頭磡徙置區。他出身於貧窮家庭，中學未畢業就到珠寶店做學徒。由于深受演员冯宝宝影响，從小就對戲劇產生很大興趣的他曾經於作文「我的志願」裡謂長大後要做一個演員，但被老師斥責貪慕虛榮，並把原文撕毀，要求他重新再寫。他與其中一位胞弟曾就讀於駱克道國光學校，後於1965年畢業於香港紅卍字會九龍卍慈小學，為該校第一屆畢業生；同年獲派入讀當時位於九龍城牛津道的英華書院，與港鐵公司主席歐陽伯權為同屆同學。鄭則仕初中輟學後投身社會，當學徒期間曾到陳樹渠紀念中學夜校部進修。
鄭則仕於1973年參加電影公司培訓班而入行，但多演跑龍套角色，直到1974年才加入無綫電視，他才嶄露頭角。他第一部出場的劇集是在鄭則仕於1976年長篇劇《狂潮》，飾演一個私家偵探，鄭則仕於翌年轉投了佳藝電視，但隨著與佳藝電視曾參與任何演出工作至約滿後倒閉；1978年並重投無線電視，1979年他於劇集《四眼神探》裡首次出任主角。除此以外他還演出了《強人》、《流氓皇帝》、《二人三足》、《獵鷹》等等的連續劇集。
然而在電視界只站穩了數年，鄭則仕於1980年代開始全心參與電影演出。這時他不但是一個演員，還擔任導演以至監製，例如1985年自編自導自演的《何必有我？》，在裡面飾演「肥貓」一角，憑此片奪得第5屆香港電影金像獎最佳男主角。鄭則仕稱這角色是他從影以來最喜愛的，因之隨後他於1988年找來張曼玉等演員，拍攝《何必有我》續集《肥貓流浪記》。
由於身形肥胖的關係，鄭則仕在電影中一般都不是出任主角，但以抑揚頓挫、精湛和具火侯的演技見稱。其中代表作還有1989年的《捉鬼大師》飾演捕鬼天師、1993年在《重案組》與動作巨星成龍有過交手戲、1994年於李連杰主演的《中南海保鑣》飾演一個警隊警長。
他於1993年再於無綫電視參與連續劇演出，較為人熟悉的是在重頭劇《龍兄鼠弟》裡跟主角萬梓良作交手戲。可是整體上在無綫所演的作品甚少。由於不受重用，他決定於1997年轉投亞視。於亞視出演了《肥貓正傳》系列連續劇，其後他開始演繹一些歷史人物，如孫子和蘇東坡等等，吸引了一眾不愛看亞視的觀眾欣賞其演出。
鄭則仕曾在九十年代與友人合資開電影公司，但因市道不好而欠債過千萬，幸得母親和太太支持度過難關。近年主要在中國大陸拍劇，2006年選擇重返無綫。2007年開始接拍無綫電視劇，無論是時裝的《金石良緣》、《老友狗狗》及《情越雙白線》，還是古裝的《盛世仁傑》及《造王者》，都能將角色掌握得恰如其分。
2012年，因合約問題而與無綫的高層曾勵珍及樂易玲起衝突，最終鄭則仕決定離開無綫電視，並在微博發表「終身不入無綫」的言論，其後轉往中國大陸發展。此外，鄭則仕是監製梁材遠的御用演員。
在2015年11月以自由身份回娘家無綫拍攝梁材遠監製的《火線下的江湖大佬》，並再度與苑瓊丹及陳煒合作。2018年3月以部頭合約參與無綫新劇。

## 軼事
- 鄭則仕未當演員前是保齡球高手，奪過不少保齡球公開賽冠軍，但在入行之後少了落場。據他自言自己技術連有意打職業賽的劉德華也甘拜下風。他曾在南華體育會保齡球旁經營茶餐廳[7]。
- 鄭則仕剛在無綫演出時曾與周潤發有交情，至二人雙雙投身電影時，也不時參與對方之演出。鄭則仕第一部電影乃周潤發主演的《灰靈》，而鄭則仕成名作《何必有我？》周潤發也有參與。
- 鄭則仕在1990年代開了自己的電影公司簽了張衛健，但其後因財政困難，張衛健要求解約不成，使鄭則仕欠了張衛健數百萬，最終由蕭若元出面協助解決（蕭若元曾二話不說借一百萬給鄭則仕，鄭表示業已還清）[8]。
- 鄭則仕與蕭若元2014年在屯門區合資開設「立刻好大藥房」，由於屯門是跨境水貨客的重災區，而蕭若元本身是政治言論領袖，又與激進民主派政黨人民力量關係不淺，故此立刻好大藥房屢次被蕭的政敵及本土派支持者作為抗議對象。
- 鄭則仕開鏡拜神時，會特意多買一隻燒豬，原因是他特別喜歡吃燒豬，因擔心只有一隻燒豬並不足夠所有人吃，所以會自費多買一隻燒豬。[9]

## 演出作品

### 電視劇

#### 電視劇（無綫電視）
| 首播   | 劇名                         | 角色                   |
| 1976年 | 《狂潮》                     | 私家侦探               |
| 1977年 | 《家變》                     | 包富貴                 |
| 1978年 | 《強人》                     | 羅昆                   |
| 1978年 | 《倚天屠龍記》               | 說不得/都大錦          |
| 1979年 | 《四眼神探》                 | ----                   |
| 1979年 | 《名劍風流》                 | 慕容正                 |
| 1980年 | 《歡樂群英》                 | ----                   |
| 1981年 | 《流氓皇帝》                 | 吳多好                 |
| 1981年 | 《楊門女將》                 | 一智居士               |
| 1981年 | 《二人三足》                 | ----                   |
| 1981年 | 《老虎甩鬚》                 | ----                   |
| 1981年 | 《火鳳凰》                   | CID                    |
| 1982年 | 《新民間傳奇》之「顛鳳狂龍」 | ----                   |
| 1982年 | 《將軍抽車》                 | ----                   |
| 1982年 | 《獵鷹》                     | 肥陳                   |
| 1983年 | 《鬼咁夠運》                 | ----                   |
| 1991年 | 《妙探對講機》（電視電影）   | ----                   |
| 1993年 | 《龍兄鼠弟》                 | 鄭登                   |
| 1993年 | 《的士810》（電視電影）      | 何順                   |
| 1995年 | 《的士810II》（電視電影）    | 何順                   |
| 1996年 | 《的士810III》（電視電影）   | 何順                   |
| 1996年 | 《有肥人終成眷屬》           | 何家邦                 |
| 1997年 | 《大刺客》之魚腸劍           | 專諸                   |
| 2008年 | 《金石良緣》                 | 金石（肥老闆、大嚿石） |
| 2009年 | 《老友狗狗》                 | 黎俊升（Lulu Sir）     |
| 2010年 | 《情越雙白線》               | 何球（Taxi哥）         |
| 2012年 | 《盛世仁傑》                 | 狄仁傑（狄大人）       |
| 2012年 | 《造王者》                   | 董昭（董太傅）         |
| 2016年 | 《火線下的江湖大佬》         | 何其爽                 |
| 2019年 | 《荷里活有個大老千》               | 龍四（四哥）           |
| 2019年 | 《廉政行動2019》             | 靳東堯                 |
| 2019年 | 《街坊財爺》                 | 戴金仔（仔哥）／戴元寶 |
| 2020年 | 《使徒行者3》                | 辛志堅（堅哥）         |
| 2024年 | 《神耆小子》                 | 錢大海                 |

#### 電視劇（佳藝電視）
待整理

#### 電視劇（亞洲電視）
| 年 份  | 劇 名              | 角 色  |
| 1997年 | 《肥貓正傳》       | 黎定安 |
| 1997年 | 《屋企有個肥大佬》 | 朱文全 |
| 1999年 | 《肥貓正傳II》     | 王家寶 |
| 2001年 | 《騷東坡》         | 蘇軾   |
| 2002年 | 《至尊食王》       | 常滿   |
| 2002年 | 《法內情2002》     | 羅又大 |
| 2003年 | 《俠膽醫神》       | 李三寶 |
| 2006年 | 《盲俠金魚飛天豬》 | 宋仁忠 |

#### 電視劇（其他）
| 年份       | 劇名                     | 角色                 |
| 1999年     | 食神                     | 趙十兩               |
| 1999年     | 孫子兵法（又名無敵軍師） | 孫武                 |
| 2003年     | 奔月                     | 伏羲                 |
| 2004年     | 我愛鍾無艷               | 李嬰                 |
| 2006年     | 风尘三侠之红拂女         | 杨素                 |
| 2006年     | 黃飛鴻五大弟子           | 林世荣               |
| 2010年拍攝 | 爱情可以有               | 沒有播映             |
| 2010年     | 外乡人                   | 李宝根               |
| 2012年     | 媳婦的美好宣言           | 老衛，老味蛋糕店老闆 |
| 2014年     | 新京華煙雲               | 牛思道               |
| 2014年     | 神医安道全               | 蔡京                 |
| 2014年     | 末代皇帝传奇             | 袁世凯               |
| 2015年     | 陸小鳳與花滿樓           | 霍休                 |
| 2015年     | 加油吧實習生             | 郭華鷹               |
| 2016年     | 月明三更（2011年拍攝）   | 馮景元               |
| 2019年     | 風雲戰國之列國 (紀錄片)  | 魏斯                 |
| 待播       | 客家人                   |                      |
| 待播       | 盛怒                     | 大師                 |

### 電視節目（無綫電視）
- 1978年：《論盡天堂》
- 1979年：《瘋狂世界》
- 1985-1986年：《歡樂今宵》
- 1996年：《超級無敵獎門人》（第17集）
- 2016年：《我愛香港》

### 電影
| 上映年份 | 片名                 | 角色                | 備 註               |
| 1974年   | 方世玉與洪熙官       | 車剛手下            |                     |
| 1980年   | 灰靈                 |                     |                     |
| 1980年   | 山狗                 | 病甩毛              |                     |
| 1981年   | Friend過打Band       | 掙爆                |                     |
| 1981年   | 拖錯車               |                     |                     |
| 1981年   | 孖寶闖八關           |                     |                     |
| 1981年   | 凶榜                 | 肥仔                |                     |
| 1981年   | 舞廳                 | 阿權                |                     |
| 1982年   | 夜驚魂               | 探長                |                     |
| 1982年   | 阿灿當差             | 鄭大則 （三柴2453） |                     |
| 1982年   | 佳人有約             |                     |                     |
| 1982年   | 摩登雜差             |                     |                     |
| 1983年   | 第一把交椅           |                     |                     |
| 1983年   | 小生作反             |                     |                     |
| 1983年   | 叔侄‧縮窒            |                     |                     |
| 1983年   | 摩登衙門             |                     |                     |
| 1984年   | 失婚老豆             | 毛化果              |                     |
| 1984年   | 馬後炮               |                     |                     |
| 1984年   | 鴻運當頭             | 吳大福              |                     |
| 1984年   | 行錯姻緣路           |                     |                     |
| 1985年   | 何必有我？           | 肥 貓               | 导演                |
| 1985年   | 鬼馬飛人             | 朱育光              |                     |
| 1985年   | 摩登神探             |                     |                     |
| 1986年   | 飛躍羚羊             | 餐廳老闆            |                     |
| 1986年   | 最佳福星             | 肥Kent              |                     |
| 1987年   | 通天大盗             | 張頃                |                     |
| 1987年   | 凌晨晚餐             | 肥 彪               |                     |
| 1988年   | 肥貓流浪記           | 肥 貓               |                     |
| 1988年   | 捉鬼大師             | 張十一              |                     |
| 1988年   | 龍之家族             | 肥宝                |                     |
| 1988年   | 大丈夫日記           | 鄭警官              |                     |
| 1988年   | 獵鷹计划             | 媽打                |                     |
| 1988年   | 鬼馬保鑣賊美人       | 鄧大吉              |                     |
| 1989年   | 開心巨無霸           | 麥 包               |                     |
| 1989年   | 三狼奇案             | 馬二燦              |                     |
| 1989年   | 福星闖江湖           | 鄭幫辦              | 客串                |
| 1989年   | 瀟灑先生             | 瀟 灑               |                     |
| 1990年   | 捉鬼合家歡           | 孔 平               |                     |
| 1990年   | 捉鬼合家歡2麻衣傳奇  | 初 一               | 台：五鬼運財2人鬼戀 |
| 1990年   | 警察扒手兩家親       |                     |                     |
| 1990年   | 富貴兵團             | 綿花糖              | 导演                |
| 1991年   | 黃飛鴻               | 林世榮              |                     |
| 1991年   | 四大探長             | 何琛                |                     |
| 1991年   | 跛豪                 | 肥 波               |                     |
| 1991年   | 人鬼神               | 大貴                | 台：靈幻至尊        |
| 1991年   | 玉蒲團之偷情寶鑑     | 天殘子              |                     |
| 1991年   | 四大家族之龍虎兄弟   | 馬世海              |                     |
| 1992年   | 一代梟雄之三支旗     | 劉福                |                     |
| 1992年   | 踢到寶               | 雯 雯               |                     |
| 1992年   | 痴情快婿             | 馬六甲              |                     |
| 1992年   | 廟街十二少           | 馬老大              |                     |
| 1992年   | 羔羊醫生             | 肥炳                |                     |
| 1993年   | 重案組               | 洪定邦 洪爺         |                     |
| 1993年   | 綁架黃七輝           | 鍾偉正              |                     |
| 1993年   | 再世追魂             | 肥明                |                     |
| 1993年   | 歲月風雲之上海皇帝   | 黃全榮              |                     |
| 1993年   | 上海皇帝之雄霸天下   | 黃全榮              |                     |
| 1993年   | 一九四九之劫後英雄傳 | 高福球              |                     |
| 1993年   | 烏鼠：機密檔案       | 吳究祥（肥祥）      |                     |
| 1994年   | 中南海保鑣           | 梁SIR               |                     |
| 1994年   | 龍虎新風雲           | 鄭明訓              |                     |
| 1994年   | 青樓十二房           | 刚哥                |                     |
| 1994年   | 倫文敘老點柳先開     | 肥 貓               | 客串                |
| 1994年   | 新大小不良           | 姚大川              |                     |
| 1994年   | 人魚傳說             | 校 長               |                     |
| 1994年   | 男兒當入樽           | 田遠教練            |                     |
| 1994年   | 上帝三度來瘋狂       | 吳潤達              |                     |
| 1995年   | 黃飛鴻之八大天王     | 林世榮              |                     |
| 1995年   | 黃飛鴻之少林故事     | 林世榮              |                     |
| 1995年   | 香江花月夜           | 盲七                |                     |
| 1996年   | 三個受傷的警察       | 奪命甘              |                     |
| 1996年   | 阿金                 | 非洲雞              | 客串                |
| 1998年   | 濠江風雲             | 石歧杜              |                     |
| 2001年   | 不死心靈             |                     |                     |
| 2001年   | 人體拼圖             |                     |                     |
| 2002年   | 騎呢特工             |                     |                     |
| 2003年   | 低一點的天空         | 肥 貓               |                     |
| 2003年   | 偽鈔的末日           |                     |                     |
| 2005年   | 無影劍               |                     |                     |
| 2007年   | 導火線               | 黃SIR               |                     |
| 2008年   | 一個好爸爸           | 龍 叔               |                     |
| 2008年   | 過界                 |                     |                     |
| 2010年   | 葉問2                | 肥波                |                     |
| 2011年   | 夢遊3D               | Eric的哥哥          |                     |
| 2014年   | 王牌                 | 監獄長              |                     |
| 2015年   | 十月初五的月光       | 陳萬山              |                     |
| 2015年   | 葉問3                | 肥波                |                     |
| 2017年   | 玩命試愛             |                     |                     |
| 2017年   | 追龍                 | 豬油仔              |                     |
| 2018年   | 洩密者               | 張日善              |                     |
| 2018年   | 營救汪星人           |                     |                     |
| 2019年   | 掃毒2天地對決        | 余南                |                     |
| 2019年   | 催眠·裁決            | 梁sir               |                     |
| 2019年   | 葉問4                | 肥波                |                     |
| 2020年   | 追龍番外篇之十億探長 | 牛叔                | 網絡電影            |
| 2021年   | 總是有愛在隔離       |                     |                     |
| 2021年   | 金錢帝國：追虎擒龍   | 豬油仔              |                     |
| 2023年   | 追龍番外篇之龍爭虎鬥 | 肥波                | 網絡電影            |
| 2023年   | 紮職2                | 黃燦                |                     |
| 2023年   | 潛行                 | 貓叔                |                     |
| 2024年   | 談判專家             | 林家昌              |                     |
| 2024年   | 焚城                 | 保安局局長          |                     |
| 2024年   | 誤判                 | 包鼎                |                     |
| 2025年   | 獵金遊戲             | 麦克                |                     |
| 待定     | 守闕者               |                     |                     |

## 办学
- 現為西安香港廣播影視學院院長

## 得獎與提名

### 電影獎項

#### 香港電影金像獎
| 年份 | 頒 獎 典 禮          | 獎項       | 影片               | 角色   | 結果 |
| ---- | -------------------- | ---------- | ------------------ | ------ | ---- |
| 1985 | 第4屆香港電影金像獎  | 最佳男主角 | 《失婚老豆》       | 肥毛   | 提名 |
| 1986 | 第5屆香港電影金像獎  | 最佳男主角 | 《何必有我？》     | 肥貓   | 獲獎 |
| 1992 | 第11屆香港電影金像獎 | 最佳男配角 | 《跛豪》           | 肥波   | 提名 |
| 1994 | 第13屆香港電影金像獎 | 最佳男配角 | 《重案組》         | 洪定邦 | 提名 |
| 1997 | 第16屆香港電影金像獎 | 最佳男主角 | 《三個受傷的警察》 | 奪命甘 | 獲獎 |

#### 金馬獎
| 年份 | 頒 獎 典 禮  | 獎項       | 影片           | 角色   | 結果 |
| ---- | ------------ | ---------- | -------------- | ------ | ---- |
| 1986 | 第23屆金馬獎 | 最佳男主角 | 《何必有我？》 | 肥貓   | 提名 |
| 1993 | 第30屆金馬獎 | 最佳男主角 | 《重案組》     | 洪定邦 | 提名 |

#### 香港電影金紫荊獎
| 年份 | 頒 獎 典 禮           | 獎項       | 影片               | 角色   | 結果 |
| ---- | --------------------- | ---------- | ------------------ | ------ | ---- |
| 1986 | 第2屆香港電影金紫荊獎 | 最佳男主角 | 《三個受傷的警察》 | 奪命甘 | 獲獎 |

### 電視獎項

#### 亞洲電視
| 年份 | 頒 獎 典 禮                | 獎項                 | 劇集         | 角色   | 結果 |
| ---- | -------------------------- | -------------------- | ------------ | ------ | ---- |
| 1998 | 亞視台慶獻禮之台慶頒獎典禮 | 最佳男主角           | 《肥貓正傳》 | 黎定安 | 獲獎 |
| 1998 | 亞視台慶獻禮之台慶頒獎典禮 | 十大最受歡迎電視藝員 | 不適用       | 不適用 | 獲獎 |
| 1999 | 台慶ATV頒獎典禮            | 最佳男主角           | 《食神》     | 趙十兩 | 提名 |
| 1999 | 台慶ATV頒獎典禮            | 十大最受歡迎電視藝員 | 不適用       | 不適用 | 獲獎 |

#### 萬千星輝頒獎典禮
| 年份 | 頒 獎 典 禮          | 獎項                 | 劇集                 | 角色          | 結果     |
| ---- | -------------------- | -------------------- | -------------------- | ------------- | -------- |
| 2010 | 萬千星輝頒獎典禮2010 | 最佳男主角           | 《情越雙白線》       | 何球          | 提名     |
| 2010 | 萬千星輝頒獎典禮2010 | 我最喜愛的電視男角色 | 《情越雙白線》       | 何球          | 提名     |
| 2016 | 萬千星輝頒獎典禮2016 | 最佳男主角           | 《火線下的江湖大佬》 | 何其爽        | 提名     |
| 2020 | 萬千星輝頒獎典禮2019 | 最佳男主角           | 《街坊財爺》         | 戴金仔/戴元寶 | 提名     |
| 2021 | 萬千星輝頒獎典禮2020 | 最佳男配角           | 《使徒行者3》        | 辛志堅        | 提名     |
| 2025 | 萬千星輝頒獎典禮2024 | 最佳男主角           | 《神耆小子》         | 錢大海        | 最後十強 |